# Zach Appelman
Zach Appelman est un acteur américain né à Palo Alto en Californie. Il est essentiellement connu dans le monde pour le rôle de Joe Corbin dans Sleepy Hollow. Il a également joué dans le 5e épisode de la série Bull, mais aussi dans un épisode de Blue Bloods.

## Biographie
Zach Appelman a pratiqué différents sports au lycée, par exemple l'athlétisme, la lutte et les arts martiaux compétitifs.
Zach Appelman a gagné la ceinture noire en karaté au lycée.
Il a suivi les cours à l'Université de Californie, Santa Barbara, où il a obtenu un BFA en art dramatique. Puis, il a fait ses études à l'École Yale de l'art dramatique pour obtenir son MFA.
En 2016, Zach Appelman a joué dans le film Complete Unknown (titre français : Identities).

En 2017, il a interprété le rôle du Matt Miller dans la série télévisée Chicago Police Department.

## Filmographie

### Télévision
- 2013-2014 : New York, unité spéciale : officier Jimmy Hamilton (saison 15, épisodes 1 et 10)
- 2017 : New York, unité spéciale : Ryan Engel (saison 18, épisode 7)
- 2025 : New York, unité spéciale : Michael Strickland (saison 26, épisode 10)